# الرمادى (دير الزور)
الرمادى قرية سورية تتبع ناحية مركز البوكمال في منطقة البوكمال في محافظة دير الزور. بلغ عدد سكانها 3593 نسمة في عام 2004 حسب إحصاء المكتب المركزي للإحصاء.